# Episodi di Creeped Out - Racconti di paura (prima stagione)
La prima stagione della serie televisiva Creeped Out - Racconti di paura, composta da 13 episodi, è andata in onda in Canada e nel Regno Unito dal 31 ottobre 2017 al 20 febbraio 2018.
In Italia, la stagione è stata resa disponibile su Netflix il 5 ottobre 2018, con l'ordine degli episodi differente rispetto alla serie originale.
| Nº originale | Nº in Italia | Titolo originale | Titolo italiano           | Prima TV originale | Prima TV Italia |
| ------------ | ------------ | ---------------- | ------------------------- | ------------------ | --------------- |
| 1            | 2            | Slap Stick       | Marionette                | 31 ottobre 2017    | 5 ottobre 2018  |
| 2            | 5            | Cat Food         | Cibo per gatti            | 7 novembre 2017    | 5 ottobre 2018  |
| 3            | 6            | Trolled          | Troll                     | 14 novembre 2017   | 5 ottobre 2018  |
| 4            | 1            | Marti            | Marti                     | 21 novembre 2017   | 5 ottobre 2018  |
| 5            | 9            | A Boy Called Red | Un ragazzo chiamato Red   | 28 novembre 2017   | 5 ottobre 2018  |
| 6            | 8            | The Call         | La sirena                 | 5 dicembre 2017    | 5 ottobre 2018  |
| 7            | 4            | Bravery Badge    | Il distintivo di coraggio | 9 gennaio 2018     | 5 ottobre 2018  |
| 8            | 10           | Spaceman         | Un guerriero dallo spazio | 16 gennaio 2018    | 5 ottobre 2018  |
| 9            | 3            | Kindlesticks     | La babysitter             | 23 gennaio 2018    | 5 ottobre 2018  |
| 10           | 7            | Shed No Fear     | Il capanno                | 30 gennaio 2018    | 5 ottobre 2018  |
| 11           | 11           | The Traveller    | Il viaggiatore            | 6 febbraio 2018    | 5 ottobre 2018  |
| 12           | 12           | Side Show PT1    | Il circo: Parte 1         | 13 febbraio 2018   | 5 ottobre 2018  |
| 13           | 13           | Side Show PT2    | Il circo: Parte 2         | 20 febbraio 2018   | 5 ottobre 2018  |